# Рябенький Василь Іванович
Васи́ль Іва́нович Рябе́нький (нар. 3 грудня 1958, Гудими, Сумська область, Українська РСР, СРСР — † 7 жовтня 2014, Донецьк, Україна) — радянський та український мистецький діяч, генеральний директор Донецького академічного державного театру опери і балету імені Солов'яненка. Лауреат Національної премії України імені Тараса Шевченка (2014, посмертно). Заслужений діяч мистецтв України (2006).

## Життєпис
Народився у селі Гудими, що на Сумщині. Закінчив Донецьку державну академію управління. Близько 20 років керував Донецьким академічним державним театром опери і балету імені Анатолія Солов'яненка.
У грудні 2012 року Донецьким театром опери та балету вперше в Україні було презентовано постановку опери Ріхарда Вагнера «Летючий голландець». Ця вистава вважається однією з найскладніших у світі, однак колектив «Донбас Опери» гідно впорався із поставленим завданням, спричинивши фурор серед глядачів та театральних критиків. Вартість вистави склала близько 3,5 млн $. Окрім Донецька аншлаги було зібрано у Києві, Львові, Одесі. Наприкінці 2013 року виставу було висунуто на здобуття Національної премії України імені Тараса Шевченка.
Незважаючи на бойові дії та окупацію Донецька російсько-терористичними військами, 4 жовтня 2014 року Василю Рябенькому все ж вдалося відкрити новий сезон «Донбас Опери», причому протягом перших днів вистави для населення відбувалися абсолютно безкоштовно. Однак моральне перенапруження сильно вдарило по здоров'ю директора театру і в ніч з 7 на 8 жовтня серце Василя Івановича зупинилося.
6 листопада 2014 року указом Президента України Василю Рябенькому було посмертно присуджено Шевченківську премію за постановку опери «Летючий голландець».

## Нагороди
- Орден «За заслуги» III ст. (16 січня 2009) — за вагомий особистий внесок у справу консолідації українського суспільства, розбудову демократичної, соціальної і правової держави та з нагоди Дня Соборності України[5]
- Заслужений діяч мистецтв України (20 січня 2006) — за вагомий особистий внесок у соціально-економічний та культурний розвиток Донеччини, вагомі трудові здобутки, високий професіоналізм та з нагоди Дня Соборності України[6]
- Національна премія України імені Тараса Шевченка 2014 року — за оперу Р.Вагнера «Летючий Голландець» Донецького національного академічного театру опери та балету імені А. Б. Солов'яненка (у складі колективу, посмертно)[4]